# Incursioni mongole in Lituania
Le incursioni mongole in Lituania si verificarono quando gli eserciti mongoli invasero i territori del Regno di Lituania e in seguito, il Granducato di Lituania, in diverse occasioni tra la fine del XIII e l'inizio del XIV secolo. Si tratta di eventi non bene documentati. Gli storici sono riusciti tuttavia a scoprire alcune informazioni interessanti: nonostante occasionali battute d'arresto, che probabilmente costrinsero lo stato lituano e i suoi vicini jatvingi a diventare stati clienti dei mongoli per un breve periodo, i lituani furono in grado di assumere il controllo di un certo numero di territori in precedenza in mano ai mongoli per lungo tempo.

## Conflitto lituano-mongolo
I lituani entrarono per la prima volta in contatto con i mongoli intorno al 1237–1240: tuttavia, fino al 1250 o al 1260 gli asiatici non considerarono i territori abitati dai lituani una priorità.
La prima grande incursione mongola in terre lituane dall'Orda d'Oro fu guidata da Boroldai nell'inverno del 1258. Si trattò probabilmente di una rappresaglia per le incursioni lituane effettuate nei territori detenuti dai mongoli. Dopo esser penetrati in Lituania e in Sudovia, l'anno successivo, due tumen (20.000 uomini) condotti da Berke attaccarono la Polonia e diedero luogo a quella serie di battaglie note come seconda invasione mongola della Polonia).
Si ritiene l'incursione mongola della Lituania negli anni 1258-1259 si sia conclusa con una vittoria per gli asiatici: le fonti parlano infatti della devastazione causata dai mongoli e di quello che fu "probabilmente l'evento più orribile del XIII secolo" per la storia lituana. All'indomani dell'invasione, la Lituania potrebbe essere diventata uno stato vassallo o un protettorato e dunque alleato dell'Orda per diversi anni o decenni. Un destino simile colpì i vicini dei lituani, gli jatvingi. È plausibile ritenere che alcuni guerrieri lituani o jatvingi presero parte all'invasione mongola della Polonia nel 1259, anche se non ci sono documenti storici per chiarire se lo facessero con il permesso dei loro capi, o si trattasse di puri mercenari o uomini reclutati con la forza.
Al di là della catastrofe immediata, l'invasione non scaturì conseguenze importanti o durature per la Lituania, in particolare perché non fu direttamente incorporata nell'impero mongolo, né divenne un darughachi, ovvero un'entità costretta a dover pagare dei tributi agli incursori. Tra le conseguenze politiche scaturite rientrò sicuramente un indebolimento del potere del re lituano Mindaugas, assassinato nel 1263. Tale evento significò anche la fine del breve regno cristiano in Lituania. Il ripristino del paganesimo per mano di Treniota e la costituzione del Granducato di Lituania, uno stato che richiedeva tempo per difendersi anche da altre potenze minacciose (in primis l'Ordine teutonico), possono essere considerate altre vittorie mongole, in quanto impedirono ai lituani di organizzare un eventuale contrattacco.

## Conseguenze
I mongoli razziarono di nuovo la Lituania nel 1275, nel 1279 e nel 1325.
Nel complesso, i mongoli non dovettero effettuare grossi sforzi per piegare i baltici. Col tempo, il Granducato di Lituania divenne però un rivale dell'Orda d'Oro: quando il primo riuscì infatti a conquistare anche alcuni territori dell'ex Rus' di Kiev, i mongoli erano già entrati in una fase di declino che perdurò per tutto il XIV secolo. L'inversione lenta ma graduale dei rapporti di forza non comportò per i lituani la sicurezza di essere in grado di riuscire a scacciare definitivamente i mongoli dall'Europa orientale.